# Campionati del mondo di atletica leggera 1987 - 800 metri piani femminili
La gara degli 800 metri piani femminili dei Campionati del mondo di atletica leggera 1987 si è svolta tra il 29 agosto e il 1º settembre.

## Podio
| Pos.    | Atleta            | Nazionalità      | Tempo   |
| ------- | ----------------- | ---------------- | ------- |
| Oro     | Sigrun Wodars     | Germania Est     | 1'55"26 |
| Argento | Christine Wachtel | Germania Est     | 1'55"32 |
| Bronzo  | Liubov Gurina     | Unione Sovietica | 1'55"56 |

## Situazione pre-gara

### Record
Prima di questa competizione, il record del mondo (RM) e il record dei campionati (RC) erano i seguenti:
| Record                | Prestazione | Atleta                               | Data                                        | Competizione  |
| --------------------- | ----------- | ------------------------------------ | ------------------------------------------- | ------------- |
| Record mondiale       | 1'53"28     | Jarmila Kratochvílová Cecoslovacchia | 26 luglio 1983 Monaco, Principato di Monaco |               |
| Record dei campionati | 1'54"68     | Jarmila Kratochvílová Cecoslovacchia | 9 agosto 1983 Helsinki, Finlandia           | Mondiali 1983 |

### Campionesse in carica
Le campionesse in carica a livello olimpico e mondiale erano:
| Campione | Atleta                               | Prestazione | Data                                   | Competizione         |
| -------- | ------------------------------------ | ----------- | -------------------------------------- | -------------------- |
| Olimpico | Doina Melinte Romania                | 1'57”60     | 6 agosto 1984 Los Angeles, Stati Uniti | Giochi olimpici 1984 |
| Mondiale | Jarmila Kratochvílová Cecoslovacchia | 1'54"68     | 9 agosto 1983 Helsinki, Finlandia      | Mondiali 1983        |

### La stagione
Prima di questa gara, le atlete con le migliori tre prestazioni dell'anno erano:
| Pos. | Atleta                         | Prestazione | Data                                                   |
| ---- | ------------------------------ | ----------- | ------------------------------------------------------ |
| 1    | Christine Wachtel Germania Est | 1'55"86     | 21 agosto 1987 Potsdam, Repubblica Democratica Tedesca |
| 2    | Sigrun Wodars Germania Est     | 1'56"47     | 21 agosto 1987 Potsdam, Repubblica Democratica Tedesca |
| 3    | Slobodanka Čolović Jugoslavia  | 1'56"51     | 17 giugno 1987 Belgrado, Jugoslavia                    |

## Risultati[3][4]

### Turni eliminatori
| 4 Batterie   | 29 agosto | 32 iscritte   | Si qualificano le prime 3 (Q) + i 4 migliori tempi (q). |
| 2 Semifinali | 30 agosto | 8 + 8         | Si qualificano le prime 3 (Q)+ i 2 migliori tempi (q).  |
| Finale       | 31 agosto | 8 concorrenti |                                                         |

### Batterie
Sabato 29 agosto 1987
| Pos. | Atleta                       | Nazione             | Tempo   | Note |
| ---- | ---------------------------- | ------------------- | ------- | ---- |
| 1    | Slobodanka Čolović           | Jugoslavia          | 2'02”54 | Q    |
| 2    | Delisa Walton-Floyd          | Stati Uniti         | 2'02”76 | Q    |
| 3    | Jarmila Kratochvílová        | Cecoslovacchia      | 2'03”06 | Q    |
| 4    | Rosa Colorado                | Spagna              | 2'03”40 |      |
| 5    | Soraya Telles                | Brasile             | 2'03”55 |      |
| 6    | Ausa Mwendachabe             | Zambia              | 2'07”06 |      |
| 7    | Jacqueline Rasaozanamanalina | Madagascar          | 2'11”27 |      |
| 8    | Maria Lomba                  | São Tomé e Príncipe | dns     |      |

| Pos. | Atleta              | Nazione     | Tempo   | Note |
| ---- | ------------------- | ----------- | ------- | ---- |
| 1    | Ana Fidelia Quirot  | Cuba        | 2'01”99 | Q    |
| 2    | Mitica Junghiatu    | Romania     | 2'02”23 | Q    |
| 3    | Nathalie Thoumas    | Francia     | 2'02”54 | Q    |
| 4    | Essie Washington    | Stati Uniti | 2'02”61 | q    |
| 5    | Selina Chirchir     | Kenya       | 2'02”90 |      |
| 6    | Jennifer Fisher     | Bermuda     | 2'09”04 |      |
| 7    | Mireille Sankatsing | Suriname    | 2'12”02 |      |
| 8    | Sharmila Ray Chakma | Bangladesh  | dns     |      |

| Pos. | Atleta             | Nazione          | Tempo   | Note |
| ---- | ------------------ | ---------------- | ------- | ---- |
| 1    | Christine Wachtel  | Germania Est     | 2'01”50 | Q    |
| 2    | Liubov Gurina      | Unione Sovietica | 2'01”74 | Q    |
| 3    | Diane Edwards      | Regno Unito      | 2'02”57 | Q    |
| 4    | Catalina Gheorghiu | Romania          | 2'03”04 |      |
| 5    | Angelita Lind      | Porto Rico       | 2'04”59 |      |
| 6    | Puseletso Monkoe   | Lesotho          | 2'22”29 |      |
| 7    | Leticia Thomas     | Dominica         | 2'26”02 |      |
| 8    | Andri Avraam       | Cipro            | dns     |      |

| Pos. | Atleta              | Nazione          | Tempo   | Note |
| ---- | ------------------- | ---------------- | ------- | ---- |
| 1    | Sigrun Wodars       | Germania Est     | 1'59”57 | Q    |
| 2    | Gabriela Sedláková  | Cecoslovacchia   | 2'00”23 | Q    |
| 3    | Nadezhda Olizarenko | Unione Sovietica | 2'00”28 | Q    |
| 4    | Mary Burzminski     | Canada           | 2'01”62 | q    |
| 5    | Joetta Clark        | Stati Uniti      | 2'01”81 | q    |
| 6    | Maria Akraka        | Svezia           | 2'02”24 | q    |
| 7    | Zeina Mina El-Jas   | Libano           | 2'15”75 |      |
| 8    | Kungu Bakombo       | RD del Congo     | dns     |      |

### Semifinali
Domenica 30 agosto 1987
| Pos. | Atleta                | Nazione          | Tempo   | Note |
| ---- | --------------------- | ---------------- | ------- | ---- |
| 1    | Ana Fidelia Quirot    | Cuba             | 1'57”96 | Q    |
| 2    | Sigrun Wodars         | Germania Est     | 1'58”06 | Q    |
| 3    | Liubov Gurina         | Unione Sovietica | 1'58”16 | Q    |
| 4    | Jarmila Kratochvílová | Cecoslovacchia   | 1'58”65 | q    |
| 5    | Slobodanka Čolović    | Jugoslavia       | 1'58”85 | q    |
| 6    | Diane Edwards         | Regno Unito      | 1'59”39 |      |
| 7    | Essie Washington      | Stati Uniti      | 2'02”65 |      |
| 8    | Mary Burzminski       | Canada           | 2'03”72 |      |

| Pos. | Atleta              | Nazione          | Tempo   | Note |
| ---- | ------------------- | ---------------- | ------- | ---- |
| 1    | Christine Wachtel   | Germania Est     | 2'01”47 | Q    |
| 2    | Nadezhda Olizarenko | Unione Sovietica | 2'01”63 | Q    |
| 3    | Mitica Junghiatu    | Romania          | 2'01”65 | Q    |
| 4    | Gabriela Sedláková  | Cecoslovacchia   | 2'02”27 |      |
| 5    | Delisa Walton-Floyd | Stati Uniti      | 2'02”45 |      |
| 6    | Nathalie Thoumas    | Francia          | 2'03”90 |      |
| 7    | Maria Akraka        | Svezia           | 2'05”20 |      |
| 8    | Joetta Clark        | Stati Uniti      | 2'06”10 |      |

### Finale
Lunedì 31 agosto 1987
| Pos.    | Atleta                | Età | Nazione          | Tempo   | Nota                                                       |
| ------- | --------------------- | --- | ---------------- | ------- | ---------------------------------------------------------- |
| Oro     | Sigrun Wodars         | 21  | Germania Est     | 1'55"26 | Miglior prestazione mondiale stagionale · Record nazionale |
| Argento | Christine Wachtel     | 22  | Germania Est     | 1'55"32 | Miglior prestazione personale                              |
| Bronzo  | Liubov Gurina         | 30  | Unione Sovietica | 1'55"56 | Miglior prestazione personale                              |
| 4       | Ana Fidelia Quirot    | 24  | Cuba             | 1'55"84 | Miglior prestazione personale                              |
| 5       | Jarmila Kratochvílová | 36  | Cecoslovacchia   | 1'57"81 |                                                            |
| 6       | Mitica Junghiatu      | 25  | Romania          | 1'59"66 |                                                            |
| 7       | Nadezhda Olizarenko   | 34  | Unione Sovietica | 2'00"28 |                                                            |
| 8       | Slobodanka Čolović    | 22  | Jugoslavia       | 2'02"09 |                                                            |